# 段放
段放（1994年12月26日—），中国女子排球运动员，前中国国家女子排球队成员，辽宁女排成员。她曾随中国队获得2018年亚洲运动会女子排球比赛金牌。